# Провіца-де-Жос
Провіца-де-Жос (рум. Provița de Jos) — село у повіті Прахова в Румунії. Входить до складу комуни Провіца-де-Жос.
Село розташоване на відстані 83 км на північний захід від Бухареста, 34 км на північний захід від Плоєшті, 59 км на південь від Брашова.

## Населення
За даними перепису населення 2002 року у селі проживали 1284 особи, з них 1282 особи (99,8%) румунів. Усі жителі села рідною мовою назвали румунську.